# Station Stevenston
Stevenston is een spoorwegstation van National Rail in North Ayrshire in Schotland. Het station is eigendom van Network Rail en wordt beheerd door ScotRail. 